# ACCIONA Energía
ACCIONA Energía – spółka zależna spółki Acciona, firma zajmująca się dostarczaniem rozwiązań opartych na energii odnawialnej.
ACCIONA Energía z siedzibą w Madrycie, uczestniczy w całym łańcuchu wartości branży energetycznej: opracowywanie i tworzenie projektów, inżynieria, budownictwo, dostawy, eksploatacja, konserwacja, zarządzanie aktywami oraz zarządzanie oraz sprzedaż czystej energii.

## Historia
ACCIONA Energía rozpoczęła swoją działalność w branży energii odnawialnej ponad 30 lat temu. Ważnymi kamieniami milowymi w jej historii było zainstalowanie w grudniu 1994 pierwszej komercyjnej farmy wiatrowej w Hiszpanii w Sierra del Perdón, w pobliżu Pampeluny, w Nawarze, przez spółkę Energía Hidroeléctrica de Navarra, SA, przejętą przez ACCIONA w 2003 i 2004, oraz farmy wiatrowej KW Tarifa przez spółkę Alabe, spółkę zależną ACCIONA, w 1995.
W roku 2009 spółka nabyła ponad dwa gigawaty aktywów odnawialnych w ramach operacji uzgodnionej z grupą elektryczną Enel.
Od 1 lipca 2021 r. spółka ACCIONA Energía jest notowana na giełdach w Madrycie, Barcelonie, Bilbao i Walencji, pod nazwą ANE, a jej głównym akcjonariuszem na dzień 31 grudnia 2021 r. jest ACCIONA S.A.

## Działalność
Spółka ACCIONA Energía (działająca pod nazwą Corporación Acciona Energías Renovables, S.A.) posiada aktywa w zakresie energii odnawialnej w obszarze pięciu technologii (energia wiatrowa, energia słoneczna, wodna, biomasa oraz słoneczna energia cieplna), które na dzień 31 grudnia 2021 r. miały łączną moc zainstalowaną wynoszącą 11,2 gigawata (GW). Moc ta jest rozproszona w 16 krajach na wszystkich pięciu kontynentach i w 2021 roku wyprodukowała łącznie 24,5 terawatogodzin (TWh) energii pochodzącej w 100% ze źródeł odnawialnych, co odpowiada zużyciu energii elektrycznej przez 7,6 miliona domów. Firma ogłosiła, że jej celem jest osiągnięcie całkowitej mocy zainstalowanej na poziomie 20 GW do 2025 i 30 GW do 2030, przy czym nowe instalacje mają dotyczyć głównie energii wiatrowej i słonecznej.
Poza wytwarzaniem i sprzedażą energii odnawialnej ACCIONA Energía działa również w następujących branżach: energia na potrzeby własne, usługi w zakresie efektywności energetycznej, instalacja i obsługa infrastruktury do ładowania pojazdów elektrycznych, oraz przemysł zielonego wodoru, koncentrując się przede wszystkim na klientach korporacyjnych i instytucjonalnych.
W 2021 r. zainwestowała ponad 91 mln euro w projekty innowacyjne. Działania te koncentrowały się przede wszystkim na zielonym wodorze, morskiej energetyce wiatrowej, innowacyjnych systemach fotowoltaicznych, inteligentnych dwukierunkowych ładowarkach do pojazdów elektrycznych, gospodarce cyrkulacyjnej, wydłużeniu okresu eksploatacji aktywów odnawialnych, zaawansowanych technologiach O&M oraz magazynowaniu energii, m.in.

### Obecność na świecie
Spółka ACCIONA Energía jest obecna w 20 krajach na pięciu kontynentach. Główne obszary geograficzne, na których działa, oprócz Hiszpanii, toAmeryka Północna (Stany Zjednoczone i Kanada), Ameryka Łacińska (Meksyk, Chile, Brazylia, Peru, Kostaryka i Dominikana) oraz Australia. Spółka jest również obecna w Afryce, realizując projekty w Egipcie i Afryce Południowej, a także innych krajach europejskich (Portugalia, Francja, Włochy, Polska, Chorwacja, Ukraina i Węgry).

## Zrównoważony rozwój
Od 2015 roku ACCIONA Energía zajmuje czołowe miejsce na liście Top 100 Green Utilities opracowanej przez Energy Intelligence, która klasyfikuje 100 największych firm energetycznych na świecie w oparciu o ich emisję dwutlenku węgla i posiadane aktywa odnawialne.
Podobnie, w 2021 r., S&P Global Ratings przyznała jej ocenę 86 na 100 punktów w zakresie kwestii środowiskowych, społecznych i ładu korporacyjnego, co było najlepszym wynikiem w branży energetycznej na świecie i piątym najlepszym wynikiem wśród wszystkich branż.
Firma informuje, że 100% jej wydatków kapitałowych jest zgodnych z europejską taksonomią działań zrównoważonych. Według firmy, 24,1 GWh wytworzonych w 2021 roku zapobiegło emisji 13,4 mln ton CO2, gazu przyczyniającego się doglobalnego ocieplenia.